# Pająki
Pająki (Araneae) – najliczniejszy rząd pajęczaków, należy do niego 50 tys. opisanych gatunków. Są to zwierzęta głównie lądowe, o rozmiarach od 0,5 mm do 12 cm ciała i do ok. 32 cm rozstawu odnóży.
Często samice są większe od samców.

## Opis
Zwierzęta o dużej specjalizacji; ciało podzielone na dwie części: prosoma (głowotułów) i opistosoma (odwłok). Głowotułów i odwłok połączone są przekształconym segmentem odwłoka, tzw. stylikiem.
Głowotułów okryty grubym oskórkiem, pokrytym dodatkowo oskórkowymi włoskami, robiącymi czasem wrażenie sierści.
Odwłok miękki, pokryty cienkim oskórkiem; powstał ze zrośnięcia 12 segmentów, ale ślady pierwotnej segmentacji są widoczne tylko u niektórych gatunków. W tylnej części odwłoka znajdują się kądziołki przędne.
Odnóża: na głowotułowiu 6 par odnóży, z czego 2 pary to odnóża gębowe a 4 pary to odnóża kroczne. Pierwsza para odnóży gębowych to szczękoczułki – masywne, dwuczłonowe, zakończone ruchomym pazurem, do którego uchodzi przewód gruczołu jadowego. Druga para to nogogłaszczki – są one podobne do odnóży lokomocyjnych, zakończone pazurkami.
Układ krwionośny otwarty
Układ oddechowy: płucotchawki lub tchawki
Układ nerwowy skoncentrowany, z dwuczęściowym mózgiem; narządy zmysłów dobrze rozwinięte; oczy proste; szczecinki węchowe; na głowotułowiu 4 lub 3 pary paciorkowatych oczu w układzie będącym cechą charakterystyczną rodziny.
Układ pokarmowy: końcowa część jelita przekształcona w żołądek ssący; obecność gruczołów trzustkowo-wątrobowych;
Układ wydalniczy: gruczoły biodrowe i cewki Malpighiego
Układ rozrodczy: gonady parzyste; czasem nieparzyste; zapłodnienie wewnętrzne;
Zachowanie: drapieżne, choć niektóre, jak np. Bagheera kiplingi, mogą uzupełniać (w różnym stopniu) dietę również pokarmem roślinnym, np. nektarem. Pobieranie pokarmu roślinnego zaobserwowano m.in. u motaczowatych, aksamitnikowatych, skakunowatych, ukośnikowatych, krzyżakowatych, omatnikowatych, darownikowatych, śpiesznikowatych, Eutichuridae i Trachelidae.
Biotop: Pająki to zwierzęta lądowe (choć niektóre potrafią pływać i nurkować). Oddychają płucotchawkami lub tchawkami (w zależności od gatunku).
Jad: Zdecydowana większość pająków produkuje jad (jednym z wyjątków są koliściakowate), jednak jad tylko trzech procent z nich może być szkodliwy dla człowieka. Pająki posiadają dwa woreczkowate gruczoły jadowe, znajdujące się u podstawy ich szczękoczułek. U dużych pająków ciągną się one aż do rejonów głowy. Wyróżnia się dwa rodzaje jadu pajęczego – jad hemolityczny i jad neurotoksyczny. Jad neurotoksyczny atakuje układ nerwowy ofiary i jest obecny w większości jadów o działaniu śmiertelnym, natomiast jad hemolityczny powoduje uszkodzenie czerwonych krwinek, niszczy naczynia krwionośne.

Budowa pająka

## Systematyka
Wyróżnia się 2 podrzędy ze 128 rodzinami:
- Podrząd: Mesothelae
  - Należy tu 1 rodzina: Liphistiidae
- Podrząd: Opisthothelae
  - Infrarząd: Mygalomorphae
    - Należy tu 16 rodzin: Atypidae (gryzielowate), Antrodiaetidae(inne języki), Mecicobothriidae(inne języki), Hexathelidae, Atracidae, Macrothelidae, Dipluridae(inne języki), Cyrtaucheniidae(inne języki), Ctenizidae(inne języki), Euctenizidae, Idiopidae(inne języki), Actinopodidae(inne języki), Migidae(inne języki), Nemesiidae(inne języki), Microstigmatidae(inne języki), Barychelidae(inne języki), Theraphosidae (ptasznikowate), Paratropididae(inne języki).

  - Infrarząd: Araneomorphae (syn. Labidognatha)
    - Należy tu 95 rodzin: Hypochilidae, Austrochilidae, Gradungulidae, Filistatidae(inne języki), Sicariidae(inne języki), Scytodidae (rozsnuwaczowate), Periegopidae(inne języki), Drymusidae(inne języki), Leptonetidae(inne języki), Telemidae(inne języki), Ochyroceratidae(inne języki), Pholcidae (nasosznikowate), Plectreuridae, Diguetidae(inne języki), Caponiidae(inne języki), Tetrablemmidae(inne języki), Trogloraptoridae, Segestriidae (czyhakowate), Dysderidae (komórczakowate), Oonopidae, Orsolobidae, Archaeidae(inne języki), Mecysmaucheniidae(inne języki), Pararchaeidae(inne języki), Holarchaeidae(inne języki), Huttoniidae(inne języki), Stenochilidae(inne języki), Palpimanidae(inne języki), Malkaridae, Mimetidae (naśladownikowate), Eresidae (poskoczowate), Oecobiidae(inne języki), Hersiliidae(inne języki), Deinopidae(inne języki), Uloboridae (koliściakowate), Cyatholipidae(inne języki), Synotaxidae(inne języki), Nesticidae (tkańcowate), Theridiidae (omatnikowate), Theridiosomatidae (klejnotnikowate), Symphytognathidae(inne języki), Anapidae, Micropholcommatidae(inne języki), Mysmenidae, Pimoidae(inne języki), Sinopimoidae(inne języki), Linyphiidae (osnuwikowate), Tetragnathidae (kwadratnikowate), Nephilidae (prządkowate), Araneidae (krzyżakowate), Lycosidae (pogońcowate), Trechaleidae, Pisauridae (darownikowate), Oxyopidae (śpiesznikowate), Senoculidae, Stiphidiidae(inne języki), Zorocratidae(inne języki), Psechridae(inne języki), Zoropsidae, Zoridae (trawnikowcowate), Ctenidae(inne języki), Agelenidae (lejkowcowate), Cybaeidae (topikowate), Desidae(inne języki), Amphinectidae(inne języki), Cycloctenidae(inne języki), Hahniidae, Dictynidae (ciemieńcowate), Amaurobiidae (sidliszowate), Phyxelididae(inne języki), Titanoecidae (podkamieniakowate), Nicodamidae, Tengellidae(inne języki), Miturgidae (zbrojnikowate), Anyphaenidae (motaczowate), Liocranidae (obniżowate), Clubionidae (aksamitnikowate), Corinnidae(inne języki), Zodariidae (lenikowate), Penestomidae, Chummidae(inne języki), Homalonychidae(inne języki), Ammoxenidae, Cithaeronidae, Gallieniellidae, Trochanteriidae, Lamponidae(inne języki), Prodidomidae(inne języki), Gnaphosidae (worczakowate), Selenopidae(inne języki), Sparassidae (spachaczowate), Philodromidae (ślizgunowate), Thomisidae (ukośnikowate), Salticidae (skakunowate),

Lista rodzin według Platnick N.I., 2019